# Gustave II Adolphe
Pour les articles homonymes, voir Gustave-Adolphe de Suède et Gustave de Suède (homonymie).
Gustave II Adolphe (en suédois : Gustav II Adolf), dit « le Grand » ou « le Lion du Nord », est un roi de Suède né le 9 décembre 1594 à Stockholm (Suède) et mort tué lors de la bataille de Lützen le 6 novembre 1632. Ayant accédé au trône de Suède en 1611, il fait de ce pays l'une des grandes puissances européennes grâce à son génie militaire et aux réformes qu'il met en œuvre. Ses victoires pendant la guerre de Trente Ans permettent de maintenir en Europe un équilibre politique et religieux entre catholiques et protestants.
On le considère comme l'un des plus grands stratèges militaires de l'histoire, avec son utilisation innovante du combat interarmes. Sa victoire la plus connue est celle de Breitenfeld en 1631. Il bénéficiait d'une très bonne organisation militaire, avec des armes de qualité, des hommes entraînés et une artillerie de campagne efficace. Gustave Adolphe était prêt à devenir un acteur majeur du théâtre européen, mais il meurt en 1632 à la bataille de Lützen. Il était assisté dans ses entreprises par son grand chancelier, le comte Axel Oxenstierna, qui devient régent après sa mort.
À une époque marquée par des guerres continues, il mène ses armées à partir de son accession au trône en 1611, à 16 ans, jusqu'à sa mort vingt-et-un an plus tard, tué dans une charge de cavalerie, et mène la Suède d'un statut de puissance régionale à l'une des grandes puissances de l'Europe du XVIIe siècle. Quelques années après être monté sur le trône, la Suède était déjà devenue l'une des plus grandes nations européennes par sa taille, après la Russie, la république des Deux Nations (Pologne-Lituanie), et l'Espagne.
Les souverains voisins le surnommaient « Le Roi Doré » et « Le Lion du Nord ». Au-delà de ses campagnes militaires, ses réformes administratives ont aussi contribué à l'ascension de la Suède. Il a par exemple commencé le recensement de la population dans les paroisses, pour permettre au gouvernement central de taxer et mobiliser ses sujets plus efficacement. Selon l'historien Christer Jorgensen, les réussites de ses réformes économiques et commerciales et de la mise en place d'une autocratie bureaucratique moderne sont aussi importantes que ses victoires sur les champs de bataille. Ses réformes ont ainsi transformé une économie et une société en retard, presque médiévale, et ont été cruciales tant pour ses exploits en Allemagne que pour la survie de l'empire suédois.

## Ascendance et accession au trône
Gustave Adolphe est né à Stockholm. Il est le fils aîné du duc Charles, de la dynastie Vasa, et de sa seconde femme, Christina de Holstein-Gottorp. À l'époque, le roi de Suède était son cousin, Sigismond. Son père, protestant, déposa le catholique Sigismond en 1599, après une courte guerre en prélude à la guerre de Trente Ans ; il fut régent jusqu'en 1604, date à laquelle il s'empare du trône sous le nom de Charles IX de Suède. Le prince Gustave Adolphe reçoit Gagnef-Floda, en Dalécarlie, comme duché en 1610. À la mort de son père en octobre 1611, il monte sur le trône, à seize ans. Sigismond III essaya de forcer Gustave Adolphe à renoncer à son titre.

## Roi de Suède
Il prend comme chancelier Axel Oxenstierna, comte de Soedermoere et grand homme d'État, et poursuit la guerre contre le Danemark jusqu'au traité de Knäred en 1613, et contre la Russie, avec laquelle il signe le traité de Stolbovo en 1617, par lequel il se fait céder les provinces d'Ingrie et de Kexholm et prive la Russie de l'accès à la mer Baltique.
Gustave fonde Göteborg et plusieurs petites villes, ainsi que l'université de Tartu en Estonie. À cette époque, les plus grandes villes en Suède sont Riga, Stockholm, et Tallinn (Reval). Avec Oxenstierna, il accomplit plusieurs réformes dont la plus importante est l’établissement de registres paroissiaux afin que le gouvernement puisse taxer et recenser la population de manière plus efficace.
En 1619, Gustave II Adolphe de Suède crée une société pour l'exploitation de cuivre à Falun qui emploie un millier d'ouvriers, un an après que Guillaume de Bèche a fondé une société pour la fabrication de canons à Finspang, qui permet à la Suède de multiplier des « canons de cuir », tirés par un seul cheval.
En 1626, il entre en guerre contre la Pologne et livre plusieurs batailles, étant d'ailleurs gravement blessé par une balle à l'épaule le 18 août 1627 près de Tczew. Après plusieurs expéditions victorieuses mais non décisives sur le territoire polonais, il impose au roi Sigismond III de Pologne la trêve d'Altmark en 1629, par lequel il se fait céder l'essentiel de la Livonie, aidé en cela par Hercule de Charnacé, ambassadeur de France, en échange de territoires et d'avantages économiques. Après la conquête des provinces baltes en 1630, il répond aux appels des protestants allemands tout en négociant avec la France le traité de Bärwald du 23 janvier 1631, qui lui assure non seulement un soutien politique mais aussi une aide financière importante.
Au début d'octobre 1631, le roi de Suède se rapproche de plus en plus par la vallée du Rhin, incitant l'archevêque de Mayence et le chapitre à s'exiler à Cologne. La résidence de l'archevêque, Aschaffenbourg, est alors occupée par les troupes suédoises. Le 23 décembre 1631, après une « reddition honorable », les troupes suédoises défilent devant les autorités de la ville de Mayence. La rançon que les bourgeois doivent verser pour éviter le pillage et l'incendie ruine les finances municipales. Dans ces circonstances, Gustave Adolphe peut emmener en Suède bon nombre d'œuvres d'art de la bibliothèque de Mayence. Les nombreux retables peints par Matthias Grünewald pour la cathédrale de Mayence, et attestés par divers témoignages, disparaissent quant à eux au fond de la Baltique.

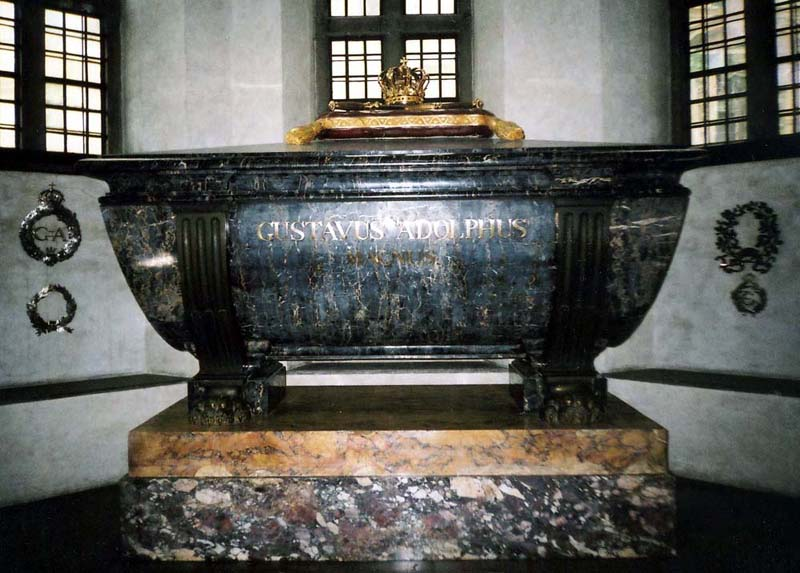
Le sarcophage de Gustave Adolphe à l'église de Riddarholmen.

La Suède entre dans la guerre de Trente Ans avec le débarquement de Gustave II Adolphe en Poméranie le 6 juillet 1630 et y consolide ses positions pendant plus d'un an. Son armée, bien entraînée et équipée (hakkapélites) balaie les troupes de la Ligue catholique à la bataille de Breitenfeld, le 17 septembre 1631, et descend jusqu'au Danube, semant partout ruine et désolation, malgré les recommandations du roi qui se veut clément et magnanime. En mars 1632, il envahit la Bavière et bat une nouvelle fois les catholiques lors de la bataille de Rain am Lech, s'emparant de Munich à la suite de cette victoire. Voulant assurer la sauvegarde des États protestants en Allemagne, il cherche à obtenir une nouvelle victoire décisive mais est repoussé à Alte Veste par Albert de Wallenstein. Gustave II Adolphe est tué le 6 novembre 1632 au cours de la bataille — victorieuse — de Lützen, en menant une charge de cavalerie qui le sépare du gros de ses troupes à cause du dense brouillard qui couvre le champ de bataille[réf. nécessaire].
Sa mort est une immense perte pour le camp luthérien. Une large partie de ses conquêtes est reconquise par le camp catholique. Son rôle majeur dans la guerre de Trente Ans et ses nombreuses victoires en Allemagne lui ont valu les surnoms de « Lion du Nord » ou, en allemand, Der Löwe aus Mitternacht (« le Lion de Minuit »).
Axel Oxenstierna occupe le poste de régent du royaume durant la minorité de la jeune reine Christine, fille de Gustave Adolphe, et décide de poursuivre l'engagement de la Suède dans la guerre de Trente Ans jusqu'à la signature des traités de Westphalie en 1648 qui consacrent la Suède comme une grande puissance européenne. Ce grand roi à la carrière si courte poursuit l'œuvre de Gustave Ier de Suède (Gustav Vasa) et de son père.
Ses restes sont conservés à l'église de Riddarholmen, à Stockholm. Le 6 novembre est célébré en Suède comme une fête en l'honneur de Gustave II Adolphe et des pâtisseries spéciales à l'effigie du roi, en chocolat ou en massepain, sont vendues à cette occasion[réf. nécessaire].

## Descendance
Gustave II Adolphe épouse le 25 novembre 1620 Marie-Éléonore de Brandebourg (1599 – 1655), fille de Jean III Sigismond de Brandebourg et d'Anne de Prusse. Ils ont quatre enfants (dont une fille et un fils mort-nés, en 1621 et 1625) :
- Christine Augusta (16 octobre 1623 – 21 décembre 1624), princesse de Suède ;
- Christine de Suède (1626 – 1689), reine de Suède.

Il a également un fils illégitime de sa maîtresse Margareta Slots (en), Gustave (24 mai 1616 – 26 octobre 1653).

## L'innovateur militaire
L'historien Ronald S. Love écrit que, pendant la période de 1560 à 1660, il y eux « quelques innovateurs, notamment Maurice de Nassau et Gustave Adolphe de Suède, que de nombreux savants créditent de développements révolutionnaires dans la stratégie militaire et d'avoir posé les fondations de la pratique militaire pour les deux siècles suivants ». Les chercheurs s'accordent sur le fait que Gustave Adolphe est un commandant militaire extrêmement compétent. Ses innovations tactiques dans l'intégration de l'infanterie, la cavalerie, la logistique, et particulièrement dans son utilisation de l'artillerie, lui ont valu le surnom de « père de la guerre moderne » et l'admiration de généraux postérieurs tels que Napoléon Ier, Carl von Clausewitz et George Patton. Sa connaissance de la science militaire en font le principal responsable des succès suédois durant la guerre de Trente Ans et firent de la Suède la puissance dominante de la région de la mer Baltique pour une centaine d'années. Il est le seul monarque suédois à avoir été surnommé « le Grand », distinction lui ayant été accordée par le Parlement suédois en 1634. Depuis cette décision, il doit être appelé Gustave Adolphe le Grand (Gustavus Adolphus Magnus).

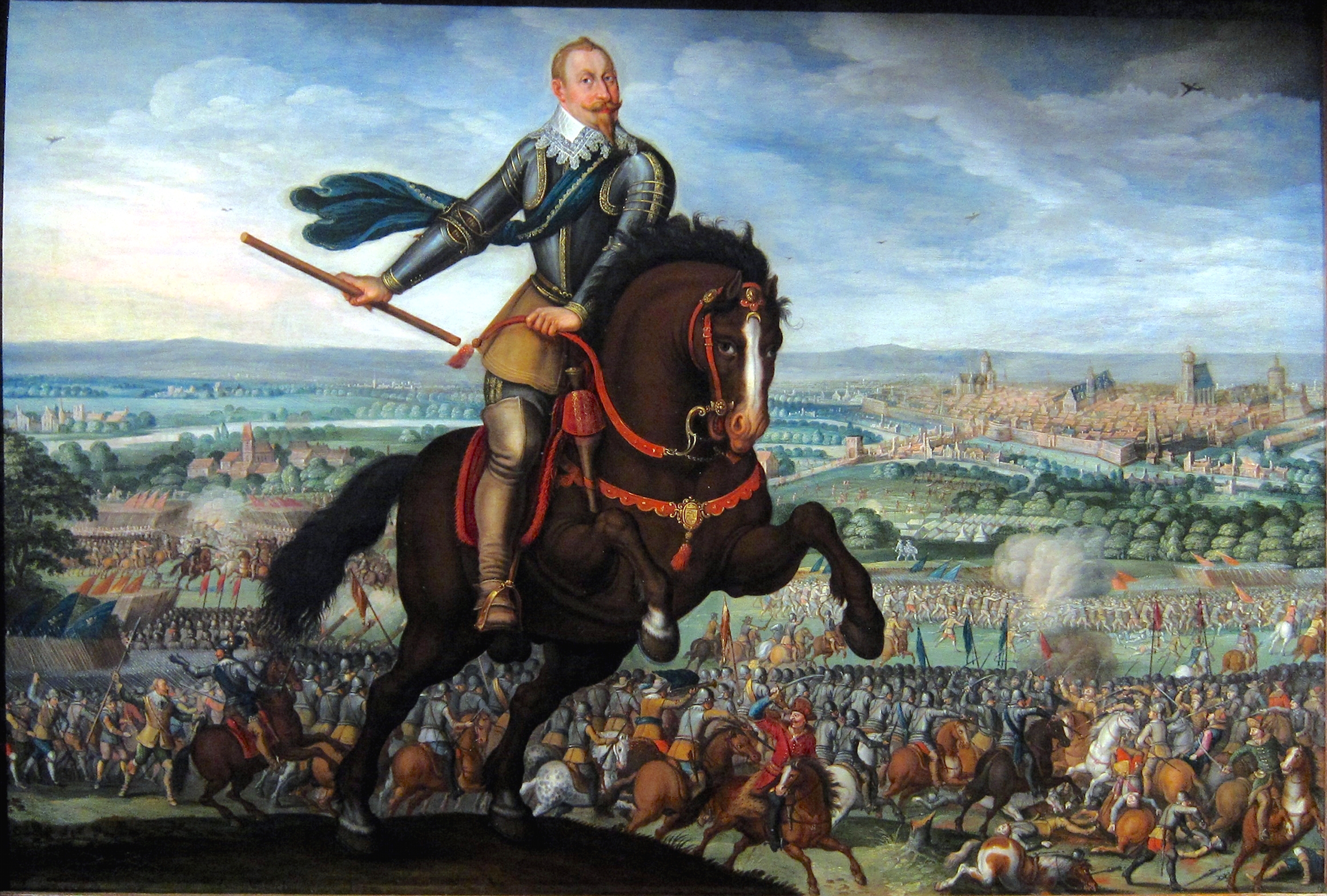
Gustave Adolphe à la bataille de Breitenfeld (Johann Walter, 1632, musée historique de Strasbourg).

Comme chef militaire, Gustave II Adolphe généralise l'emploi d'une artillerie mobile sur le champ de bataille, privilégiant des pièces d'artillerie plus petites mais plus manœuvrables et présentes en grand nombre, et faisant de cette arme un emploi réellement efficace pour la première fois sur un champ de bataille.
Il prône l'utilisation de tactiques très agressives où la mobilité et les prises d'initiative par la cavalerie sont mises en avant. Il instaure une première forme d'unités combinées dans ses formations militaires, où la cavalerie peut attaquer depuis la sécurité de l'arrière d'une ligne d'infanterie tout en étant renforcée par l'artillerie, et se retirer ensuite derrière cette ligne pour se regrouper après son raid.
Inspiré par les réformes de Maurice de Nassau, il fait adopter à son infanterie des formations très peu profondes par rapport aux autres armées de la même époque. Son infanterie combat en formations profondes de 5 ou 6 rangs soutenues à quelque distance par des formations similaires, les espaces entre elles étant comblés par l'artillerie et la cavalerie.
Il introduit, en plus des canons massifs habituels, une artillerie mobile légère encore jamais vue sur les champs de bataille de la Renaissance. Son artillerie est regroupée en batteries qui soutiennent ses formations déployées en ligne, remplaçant ainsi les traditionnels carrés très peu manœuvrables utilisés par les autres armées (tels que les tercios espagnols profonds d'une cinquantaine de rangs). De cette façon, ses forces peuvent se redéployer et changer de configuration de façon très rapide et surprendre leurs ennemis.
Il crée aussi un flotte militaire moderne, qui peut transporter les troupes et renforts sur le front continental.
L'armée de Gustave II Adolphe est très bien entraînée pour l'époque et ses mousquetaires sont célèbres pour la précision de leurs tirs et la vitesse à laquelle ils rechargent leurs armes (trois fois plus vite que leurs adversaires). Pour maintenir la cohésion de ses forces et l'esprit de camaraderie, Gustave II Adolphe accorde à chaque arme le même traitement et la même considération, alors que dans les autres armées la cavalerie est considérée comme l'élite et l'infanterie généralement dédaignée. De plus, les différentes unités sont entraînées à l'utilisation d'autres armes. Les cavaliers et les fantassins peuvent se servir de canons, comme sa cavalerie lourde le fait quand elle capture l'artillerie ennemie à la bataille de Breitenfeld. Les piquiers peuvent se servir d'armes à feu, bien que de façon moins précise que les mousquetaires, et les fantassins et les artilleurs apprennent aussi à monter à cheval pour être parés à toute éventualité.
Napoléon Ier admirait cela, et s'inspira de ces tactiques. Cependant, de récent historiens ont remis en question cette réputation. B. H. Liddell Hart dit qu'il est exagéré de lui attribuer une armée conscrite uniformément disciplinée, et estime qu'il a surtout amélioré des techniques existantes et les a utilisées brillamment. Richard Brzezinski dit que sa réputation légendaire repose sur des mythes forgés par des historiens ultérieurs. La plupart de ses inventions ont été développées par ses conseillers.
Ainsi, si l'on a largement attribué à Gustave Adolphe un renouveau de l'importance de la cavalerie européenne et de l'utilisation de ses charges, cette conception n'est pas vraiment nouvelle à cette époque. La cavalerie du camp protestant dans les guerres de religion françaises, sous les ordres de Gaspard de Coligny puis d'Henri IV, se battait de la même façon. D'ailleurs, son adversaire Jean t'Serclaes, comte de Tilly, utilisait aussi de féroces charges similaires à celles qui ont fait la célébrité de la cavalerie suédoise. De même, la pratique suédoise d'intégrer la cavalerie et les canons, d'avoir les tirs de l'infanterie en soutien des charges de cavalerie, a déjà été vue à la bataille de Coutras dans le camp huguenot. Cependant, ce qui rend l'armée suédoise unique est la généralisation de ces pratiques, le fait qu'elles deviennent sa doctrine militaire standard, et a été adoptée par les autres armées de l'époque, y compris celles ennemies ou celles de la guerre civile anglaise, en regard de leur succès sous l'impulsion de Gustave Adolphe.
On peut attribuer à Gustave Adolphe l'introduction d'un calibre standard de mousquets légers pour son infanterie, remplaçant le mélange d'arquebuses et de mousquets lourds habituel dans les tercios impériaux. La formation peu profonde des brigades suédoises, permettant une puissance de feu massive, est inspirée par les travaux de Maurice, mais Gustave Adolphe perfectionne le système et introduit l'utilisation des tirs en salve, où deux ou trois rangs de mousquetaires tirent simultanément, souvent de très près. Avec ces tirs massifs en salve de très près, immédiatement suivis par une charge avec des épées et des piques, la salve devient la tactique d'infanterie la plus crainte, brisant facilement le moral de l'ennemi et repoussant les charges de cavalerie.
Une autre grande innovation de Gustave Adolphe est son travail sur l'artillerie de campagne. Il équipe chaque brigade avec jusqu'à douze canons légers, il améliore la puissance de feu de son infanterie et, pour la première fois, permet l'artillerie de jouer un rôle dans les offensives au lieu de n'être qu'un spectateur immobile des batailles de manœuvres.

## Réformes politiques
Les politiques de Gustave Adolphe dans le territoire conquis d'Estonie montre certaines tendances modernes de progrès. En 1631, il force la noblesse à accorder aux paysans une plus grande autonomie. Il encourage aussi l'éducation, en ouvrant une école à Tallinn en 1631, connue aujourd'hui sous le nom d’école de Grammaire Gustave Adolphe (Gustaf Adolfi Gümnaasium (en)). Le 30 juin 1632, Gustave Adolphe signe le Décret de fondation de l'Academia Dorpatensis en Estonie, connue aujourd'hui sous le nom d'Université de Tartu. Avec ces politiques soutenant le peuple, la période de domination suédoise sur l'Estonie entamée par Gustave Adolphe et continuée par ses successeurs est connue chez les Estoniens sous le nom des « bons vieux temps suédois » (vana hea Rootsi aeg).

Le 27 août 1617, il prononce un discours avant son couronnement, dans lequel il proclame son attachement au bien commun :
J'ai attentivement étudié pour comprendre, à propos de cette expérience que je pouvais avoir à propos des choses du gouvernement, comment la fortune peut être défaillante ou grande, sujet d'un tel règne en commun, si bien qu'autrement j'aurais eu peu de raisons de désirer un tel règne, si je ne m'y étais pas trouvé obligé par la volonté de Dieu et la nature. Maintenant, il était en ma connaissance que, étant donné que Dieu m'a laissé naître comme prince, tel que je suis né, alors mon bien et ma destruction étaient liés avec le bien commun ; pour toutes ces raisons, il était alors de mon espoir que je devrais subir de grandes douleurs pour leur bien-être, et bien gouverner, bien ordonner, et par là porter un intérêt similaire.

## Le commandant militaire
Au moment de son accession au trône, Gustave Adolphe hérite de trois guerres en cours. L'une l'oppose au Danemark, qui avait attaqué la Suède plus tôt en 1611, la deuxième à la Russie, car la Suède avait tenté de profiter du Temps des troubles dû à l'interrègne, et la troisième à la Pologne de Sigismond III, le neveu de Charles IX qui l'avait déposé en 1599.
La guerre contre le Danemark (guerre de Kalmar) se termine en 1613, avec un traité de paix aux termes duquel la Suède évite de perdre du territoire, mais doit payer une lourde indemnité (traité de Knäred). Pendant cette guerre, Gustave Adolphe laisse ses soldats piller des villes et des villages et, comme ils rencontrent une résistance danoise en Scanie, ils pillent et dévastent vingt-quatre paroisses de cette région dans le Sud de la Suède actuelle. Le roi laisse un sinistre souvenir en Scanie à cause de ces exactions.
La guerre contre la Russie (guerre d'Ingrie) prend fin en 1617 avec le traité de Stolbovo, qui ferme l'accès de la Russie à la mer Baltique.
Enfin, la guerre contre la Pologne se termine en 1629 avec le traité d'Altmark, dans lequel la Pologne doit céder la grande province de Livonie à la Suède. Cette guerre finie libère les forces suédoises pour l'intervention dans la guerre de Trente Ans en Allemagne, où les forces suédoises avaient déjà établi une tête de pont en 1628 (siège de Stralsund (en)).
En particulier, l’électorat de Brandebourg était déchiré par les querelles entre les camps protestant et catholique. Le ministre et diplomate brandebourgeois Samuel von Winterfeld pousse Gustave Adolphe à soutenir et protéger le camp protestant en Allemagne. Quand Gustave Adolphe commence son intervention dans le nord de l'Allemagne en juin 1630, il n'a que 4 000 soldats. Mais il consolide rapidement la position protestante dans le nord, reçoit des renforts de Suède et de l'argent promis par la France au traité de Barwald. En 1631, comme les pillages des Suédois en Brandebourg mettent en danger le système de réception des contributions de guerre par les territoires occupés, la maraude et le pillage des soldats suédois est interdite. Pendant ce temps, une armée catholique menée par Jean t'Serclaes, comte de Tilly, dévaste la Saxe. Gustave Adolphe rencontre cette armée et la défait à la première bataille de Breitenfeld en septembre 1631. Il peut ensuite marcher rapidement vers le Sud de l'Allemagne, établit ses quartiers d'hiver près du Rhin, dressant ses plans pour l'invasion du reste du Saint-Empire romain.
En mars 1632, Gustave Adolphe envahit la Bavière, un allié loyal de l'empereur. Il pousse ses adversaires catholiques à la retraite lors de la bataille de Rain am Lech, lors de laquelle le comte de Tilly est gravement blessé, mourant à la fin du mois. Il s'agit de l'acmé de sa campagne. L'été suivant, il cherche une solution politique qui préserverait la structure actuelle des États allemands tout en garantissant la sécurité des protestants. Mais atteindre ses objectifs dépend de ses succès sur le champ de bataille.
On raconte que Gustave Adolphe allait sur les champs de bataille sans armure, proclamant « Le Seigneur Dieu est mon armure ! ». Il est plus probable qu'il revêtait simplement une cuirasse de cuir pour une protection minimale. En 1627, près de Dirschau en Prusse, il est blessé à l'épaule par le tir d'un soldat polonais. Il survit, mais les médecins ne peuvent pas retirer la balle ; à partir de là, il ne peut plus mettre d'armure de fer, et deux doigts de sa main droite restent paralysés.

## Mort
La bataille de Lützen, le 6 novembre 1632, est l'une des batailles les plus décisives de la guerre de Trente Ans. La victoire revient au camp protestant, mais celui-ci y perd l'un de ses chefs les plus importants, ce qui arrête sa dynamique victorieuse. Gustave Adolphe y est tué : à un moment critique de la bataille, il est séparé du reste de ses troupes en menant une charge de cavalerie sur son aile.
Vers une heure de l'après-midi, dans la fumée des armes et de la ville incendiée et le brouillard recouvrant le champ de bataille, le roi est séparé de ses compagnons de cavalerie et est la cible de multiples tirs. Une balle heurte son bras gauche en dessous du coude. Au même moment, son cheval est touché au cou, ce qui le rend incontrôlable. Gustave Adolphe est égaré derrière les lignes ennemies. Il est à nouveau touché dans le dos, est poignardé, et tombe de son cheval. Couché au sol, il reçoit le tir fatal dans la tempe. Plus tard, quand les tirs cessent et que la fumée s'éclaircit, on aperçoit son cheval entre les deux lignes, mais on ne trouve pas Gustave Adolphe. Sa disparition arrête la progression jusqu'ici victorieuse de l'aile droite suédoise, et une recherche est entamée. Son cadavre est trouvé une heure ou deux plus tard, et est secrètement évacué sur un wagon d'artillerie suédois.
Après sa mort, la femme de Gustave Adolphe garde d'abord son corps, puis son cœur, dans le château de Nyköping pendant plus d'un an. Ses restes (cœur inclus) reposent désormais dans l’église de Riddarholmen à Stockholm.

### Suites
En février 1633, après la mort du roi, le Parlement suédois décide que son nom serait désormais Gustave Adolphe le Grand (Gustaf Adolf den Store), ce qui est un cas unique dans l'histoire suédoise.
La couronne de Suède est héritée au sein de la dynastie Vasa, et à partir de Charles IX exclut les branches issues de traîtres ou de monarques déposés. Comme le frère cadet de Gustave Adolphe est mort dix ans plus tôt, seule sa fille peut hériter du trône. Marie-Éléonore et les ministres du roi prennent en main le gouvernement au nom de la jeune Christine. Gustave Adolphe laisse un autre enfant derrière lui, Gustave, comte de Vasaborg (en).

## Mémoire
Gustave Adolphe est commémoré aujourd'hui avec des places dans de grandes villes suédoises, telles que Stockholm, Göteborg et Helsingborg. Le Gustav-Adof-Werk (GAW) de l’Église protestante d'Allemagne, fondé lors du bicentenaire de la bataille de Lützen, a pour but la l'aide des Églises sœurs et commémore l'héritage de Gustave Adolphe. La famille royale suédoise a visité le siège du GAW à Leipzig lors des festivités du quatre-centième anniversaire de Gustave Adolphe, en 1994. Un collège luthérien à Saint Peter, Minnesota, porte le nom de Gustave Adolphe.

## Chronologie
- Décembre 1594 : Gustave naît dans le château de Tre Kronor (en) (« Trois couronnes »), en Suède.
- Octobre 1611 : mort de Charles IX. Gustave monte sur le trône de Suède et hérite de trois guerres (la guerre de Kalmar, la guerre d'Ingrie, et la guerre contre Sigismond III de Pologne).
- Février 1612 : bataille de Vittsjö (en) pendant laquelle Gustave passe près de la noyade.
- Janvier 1613 : Gustave négocie la paix avec le Danemark au traité de Knäred en négociant un statu quo ante bellum, avec cependant une indemnité pour recouvrer le fort de Nya Elfsborg.
- Février 1617 : après le siège de Pskov, Gustave exclue la Russie de la mer Baltique, la Russie cède l'Ingrie à la Suède.
- Novembre 1620 : Gustave Adolphe épouse Marie-Éléonore de Brandebourg.
- Janvier 1626 : bataille de Wallhof (en) pendant laquelle Gustave expérimente avec succès la coopération entre infanterie et cavalerie.
- Juillet 1626 : Gustave Adolphe et son armée débarquent à Pillau, en Prusse, pour la guerre polono-suédoise (1626-1629).
- Septembre 1626 : bataille de Gniew (en), lors de laquelle Gustave vainc une armée polonaise de Sigismond III.
- Décembre 1626 : naissance de Christine, future reine de Suède.
- Mai 1627 : bataille de Kiezmark (en) (assaut sur Dantzig), lors de laquelle Gustave est gravement blessé.
- Août 1627 : bataille de Dirschau (en) (ou de Tczew), pendant laquelle Gustave est à nouveau gravement blessé, touché deux fois.
- Juin 1629 : bataille de Trzciana (en) (autres noms : bataille de Honigfelde ; de Sztum), contre l'armée polonaise menée par le grand hetman de la couronne Stanisław Koniecpolski, et des troupes impériales sous les ordres de Hans-Georg von Arnim, Gustave manque de s'y faire tuer ou capturer à deux reprises.
- Septembre 1629 : traité d'Altmark, la Pologne cède la Livonie et l'Estonie à la Suède.
- Mai et 6 juillet 1630 : Gustave Adolphe débarque en Allemagne pour intervenir dans la guerre de Trente Ans.
- Avril 1631 : Gustave assiège et s'empare de Francfort-sur-l'Oder.
- Juillet 1631 : bataille de Werben, premier affrontement majeur entre armées suédoises et catholiques, victoire de Gustave.
- Septembre 1631 : bataille de Breitenfeld, victoire décisive de Gustave Adolphe contre les forces catholiques menées par le comte de Tilly, Jean t'Serclaes, malgré la déroute de l'armée alliée de Saxe fuyant avec le convoi d'approvisionnement.
- Avril 1632 : bataille de Rain am Lech, Gustave Adolphe défait à nouveau Tilly, qui est mortellement blessé.
- Mai 1632 : Munich se rend à l'armée suédoise.
- Septembre 1632 : bataille d'Alte Veste, attaque d'un camp commandé par Albrecht von Wallenstein, Gustave Adolphe est repoussé, il s'agit de la première défaite suédoise dans la guerre de Trente Ans.
- Novembre 1632 : bataille de Lützen, Gustave Adolphe est tué, même si les Suédois gagnent la bataille grâce à Bernard de Saxe-Weimar qui défait Wallenstein. L'effort de guerre suédois est continué par les généraux Gustaf Horn, Johan Banér, Lennart Torstenson, Carl Gustaf Wrangel, et le chancelier Axel Oxenstierna, jusqu'à la paix de Westphalie.

Jean-Philippe Abelin (plus connu sous le nom de Jean-Louis Gottfried) est un historien allemand contemporain à ces événements qui narre l'histoire des guerres de Gustave Adolphe.

## Dans la culture populaire
- Auguste Strindberg écrit une pièce, Gustave Adolphe, en 1900.
- Dans sa pièce Mère Courage et ses enfants (1939), Bertolt Brecht mentionne Gustave Adolphe à plusieurs reprises dans les premières scènes lors desquelles les personnages voyagent avec l'armée protestante. Le Cuisinier tourne en ridicule le « Roi Héros » en faisant remarquer qu'il voulait libérer la Pologne des Allemands, puis voulait libérer l'Allemagne des Allemands, et avait profité de cette affaire. Son irrévérence à l'égard du roi est notamment due au fait que, contrairement à Mère Courage et à l'Aumônier, le Cuisinier est Néerlandais et non Suédois.
- Dans la série collaborative de romans 1632 ou Ring of Fire (L'Anneau de Feu), coordonnée par Eric Flint, Gustave Adolphe est un personnage important. Dans cette histoire alternative où un village de l'Ouest de la Virginie a été transporté dans le passé, le roi de Suède a décidé de ne pas participer à la bataille de Lützen, où il a été tué dans la réalité. Les Américains l'aident à étendre l'empire suédois grâce à leurs connaissances technologiques de la guerre contemporaine et des capacités de l'humain. Ils introduisent de nombreuses idées dans l'Europe du XVIIe siècle, comme la radio, les sous-marins, et les avions. Gustave Adolphe est décrit comme un roi rude, mais aussi empathique, avec des tendances tolérantes à propos des religions et du droit du peuple à instituer ses propres libertés civiles.
- Le groupe suédois de power metal Sabaton a écrit plusieurs chansons à propos de Gustave Adolphe, telles que Lion from the North et Gott mit uns sur la bataille de Breitenfeld, toutes comprises dans l'album Carolus Rex, entièrement consacré à l'ascension et au déclin de l'Empire suédois.
- Gustave Adolphe est le leader de la Suède dans le jeu de stratégie au tour par tour Civilization V, introduit dans la première expansion Gods and Kings.